# Carcinos l'Ancien
Pour les articles homonymes, voir Carcinos.
Carcinos l'Ancien est un auteur tragique dont Aristophane se moque. Il ne reste rien de son œuvre. Il eut plusieurs enfants qui furent aussi acteur ou auteur. Son fils Xénoclès fut aussi auteur de tragédies et l'emporta au moins une fois contre Euripide. Xénoclès eut un fils Carcinos le jeune qui fut aussi auteur de tragédies.